# Секора, Гунтер
Гунтер Секора (нем. Gunter Sekora; 3 октября 1950, Лейпциг) — восточногерманский футболист, защитник и полузащитник.

## Карьера

### Клубная
Начал карьеру в лейпцигском «Локомотиве» в 1969 году. В первом сезоне 1969/70 провёл 14 матчей, забил 1 гол и помог клубу вернуться в Оберлигу. Также в этом сезоне команда попала в финал Кубка ОСНП, в котором проиграла столичному «Форвертсу». Секора начал финальную встречу в стартовом составе, на 79-й минуте был заменён на Фолькера Бенеса. В дальнейшем Секора дважды выигрывал Кубок ГДР: в сезонах 1975/76 и 1980/81, принимал участие в обеих финальных встречах.
Всего за 12 сезонов в составе «Локомотива» сыграл 337 матчей, забил 13 мячей, из них в Оберлиге — 251 матч, 9 мячей. В еврокубках за «Локомотив» Секора провёл 17 матчей и забил 1 гол. Наиболее успешным для его команды стал Кубок УЕФА сезона 1973/74, в котором «Локомотив» дошёл до полуфинальной стадии, уступив английскому клубу «Тоттенхэм Хотспур». Секора принял участие во всех 10 матчах розыгрыша.
С 1981 по 1984 год выступал за «Хеми» из Марклеберга. В сезоне 1981/82 вышел с командой Бециркслиги в ДДР-Лигу.

### В сборной
Выступал за юношескую и молодёжную сборные ГДР. В составе молодёжной сборной становился вице-чемпионом Европы 1974 года.
За сборную ГДР провёл один матч. 16 апреля 1980 года восточные немцы в товарищеской игре победили сборную Греции со счётом 2:0. Секора после перерыва заменил Юргена Поммеренке.

## Достижения
- Обладатель Кубка ГДР (2): 1975/76, 1980/81
- Вице-чемпион Европы среди молодёжных команды: 1974